# Andreas Wimmer
Andreas Wimmer, né le 3 octobre 1962, est un sociologue d'origine suisse. Il est professeur de sociologie et de philosophie politique à l'Université de Columbia,. Ses recherchent portent sur le nationalisme, la construction nationale et les conflits ethniques,,,,,.

## Biographie
Il est titulaire d'un doctorat en anthropologie sociale de l'Université de Zurich.

## Travaux
Pour son livre Nation Building: Why Some Countries Come Together While Others Fall Apart, Wimmer a reçu le prix Stein Rokkan 2019 pour la recherche comparative en sciences sociales. En se fondant sur une analyse comparative de l'histoire de l'Europe, de l'Afrique et de l'Asie, il y soutient que trois facteurs tendent à déterminer si l'édification nationale réussit sur le long terme: « le développement précoce des institutions de la société civile, l'émergence d'un État capable de fournir des services publics uniformément sur un territoire, et l'émergence d'un moyen de communication partagé »,,. Harris Mylonas a décrit le livre comme «immédiatement devenu un classique comparable au Nationalism and Social Communication de Karl Deutsch (1953) ou aux Nations and Nationalism d' Ernest Gellner (1983)».

## Principaux ouvrages
- Ethnic Boundary Making, New York, Oxford University Press, 2013.
- Waves of War: Nationalism, State Formation, and Ethnic Exclusion in the Modern World, Cambridge, Cambridge University Press, 2013.
- Nation Building: Why some Countries Come Together While Others Fall Apart, Lawrenceville, Princeton University Press, 2017.